# Nižnee Ust'e
Nižnee Ust'e (in lingua russa Нижнее Устье) è una città situata in Russia, nell'Oblast' di Arcangelo, più precisamente nel Pleseckij rajon.